# Can Mercader (Òdena)
Can Mercader és una masia d'Òdena (Anoia) inclosa a l'Inventari del Patrimoni Arquitectònic de Catalunya.

## Descripció
Masia de grans dimensions producte d'una grans transformació del segle xix. De planta rectangular, planta baixa i golfes i teulada a dues vessants. De la façana principal en destaca la seva quasi simetria, el balcó seguit de la planta pis i la filera de finestres de les golfes. A l'interior la gran sala central ordena les dependències entre les quals destaca un gran celler annex a la banda de llevant i un cobert situat a l'extrem sud del conjunt. Tot el conjunt està envoltat per un mur.

## Història
Existeix documentació del segle xvi (segons ens diu el propietari).
A la porta d'entrada de la casa hi ha la data inscrita del 1878.